# 仆娘
僕娘（日语：／ bokukko），又稱僕少女（／ boku shōjo）、僕女（／ boku onna），是以男性第一人稱「僕」（／ boku）自稱的少女。以同義語「俺」（／ ore）自稱的女性，則稱俺娘（／ orekko）、俺女（／ ore onna）。

## 虛構作品中的僕娘
在有大量女性角色登場的美少女遊戲中，為便於區別臺詞的發言者，角色被設定成使用不一樣的第一人稱，以彰顯個性。這是編劇時使用的的基本手法。在類次文化作品中，常有一位以「僕」、「俺」、「己等」（／ oira）、「儂」（／ washi）、「俺樣」（／ oresama）等男性第一人稱自稱的少女登場，這類少女統稱僕娘，或是其他同義語。這種特徵令一些人著迷，僕娘也就成為了萌屬性。
僕娘常有男孩子氣的性格，但也有女孩子氣的角色以僕自稱。也有作品為運用敘述性詭計而讓僕娘登場。
次文化中的僕娘，自1950年代起偶有出現，如手塚治虫漫畫《緞帶騎士》的沙菲雅、《向日葵》的風野日由子等，而普及契機之作和普及時期說法不一。手塚治虫塑造出上述有少年般舉止之少女形象的背景，是受到寶塚歌劇團的影響。具體而言，1934年至1935年間，宝塚、松竹等少女歌劇團的人氣中心從成年男性向女學生和年輕女性轉移，女學生間率先流行起「君」（／ kimi）、「僕」等男性用語。
日本女性歌手原先就有不少以「僕」為第一人稱歌唱的。這可以解釋為歌詞的假想發話者被設定成男性，但也有不符合這種解釋的例子。例如1972年《四季之歌》中有「是我的愛人」（ぼくの恋人）之樂句，而這個愛人是男性詩人海因里希·海涅，歌曲的假想發話者是女性。不過，明確以僕娘為假想發話者的歌曲，則是松本千枝子在1976年的《我》。

## 現實中的僕娘
如上所述，虛構作品世界中以男性第一人稱自稱的女性不是少數，但在現代日本，使用「僕」、「俺」這類第一人稱的女性並不受社會歡迎，會被視作不守規矩。
不過現實中，使用這類人稱的女性在增多。心理師富田隆對這種傾向的解釋是：多數情況下只是模仿男性朋友和虛構人物的第一人稱，並形成習慣；也有憧憬男性和不想以現有女性身份成長，並將這種願望表現了出來。
以「僕」自稱的藝人春名風花表示，她有「女性只用『私』（／ watashi）自稱，有點艱難、彆扭……而男性可以隨時間場合使用『俺』、『僕』、『私』，真讓人羡慕。為甚麼女性沒有普通的第一人稱。作為女孩子，想要一個不必改變迎合、能和人對等談話的第一人稱」的想法時，適逢出演動畫《少女革命》，此後便喜歡以「僕」自稱。但春名風花在男性也以「私」自稱時自己也一樣以「私」自稱。
據教育家本田由紀於2009年至2010年間以神奈川縣公立中學校學生為對象進行的問卷調查結果，以第一人稱「僕」、「俺」自稱的女生分別佔總體的1.2%、3.8%，使用包括「自分」（／ jibun）在內的男性第一人稱代詞的女生共佔總體的5.0%。這樣的用語不限於一般人，如藝人矢口真里就自稱「己等」，春名風花和電波組.inc的最上Moga也常用「僕」作為第一人稱代詞。
在江戶時代，「俺」這一第一人稱不論男女老少都廣泛使用。如今，在中部地方，特別是山梨縣等地，仍有以方言「俺」為第一人稱的女性。